# Arcidiocesi di Boston

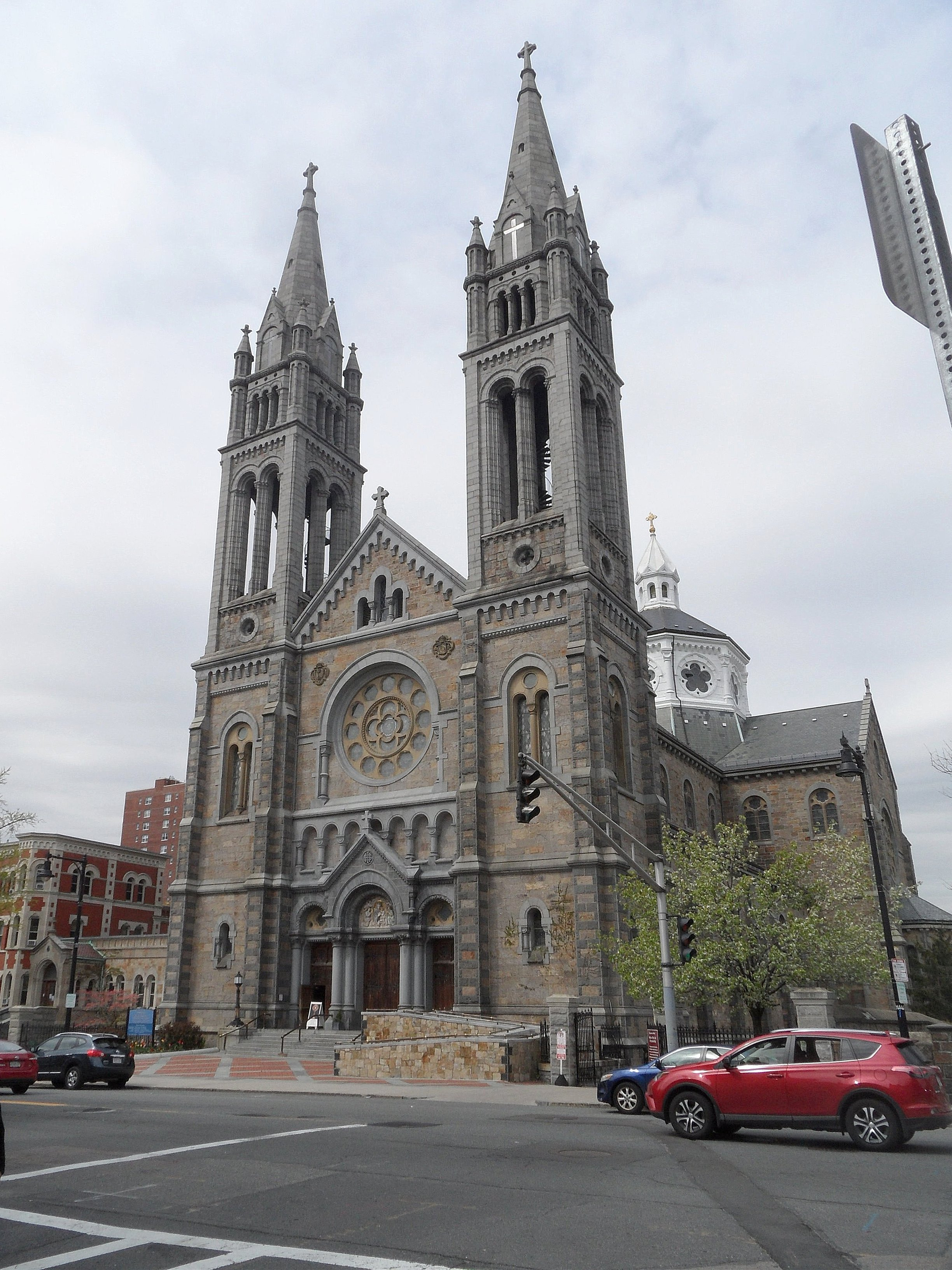
La basilica minore di Nostra Signora del Perpetuo Soccorso a Boston.

L'arcidiocesi di Boston (in latino Archidioecesis Bostoniensis) è una sede metropolitana della Chiesa cattolica negli Stati Uniti d'America). Nel 2022 contava 1.989.396 battezzati su 4.420.879 abitanti. È retta dall'arcivescovo Richard Garth Henning.

## Territorio
L'arcidiocesi comprende 5 contee del Massachusetts, negli Stati Uniti d'America: Essex, Middlesex, Norfolk, Plymouth e Suffolk, eccettuate le città di Mattapoisett, Marion e Wareham, che fanno parte della diocesi di Fall River.
Sede arcivescovile è la città di Boston, dove si trova la cattedrale della Santa Croce (Holy Cross). Nella stessa città si trovano anche la basilica minore di Nostra Signora del Perpetuo Soccorso (Shrine of Our Lady of Perpetual Help) e il santuario nazionale di Maria Regina dell'Universo (Queen of the Universe National Shrine).
Il territorio si estende su 6.386 km² ed è suddiviso in 5 regioni: Central, Merrymack, North, South e West. Ogni regione è a sua volta suddivisa in 4 vicariati per un totale di 20 vicariati. Le parrocchie sono complessivamente 266.

### Provincia ecclesiastica
La provincia ecclesiastica di Boston, istituita nel 1875, si estende sugli stati americani del Maine, del Vermont, del Massachusetts e dello New Hampshire (la parte centro-settentrionale del New England), e comprende le seguenti suffraganee:
- diocesi di Burlington,
- diocesi di Fall River,
- diocesi di Manchester,
- diocesi di Portland,
- diocesi di Springfield,
- diocesi di Worcester.

## Storia
La diocesi di Boston fu eretta l'8 aprile 1808 con il breve Ex debito di papa Pio VII, ricavandone il territorio dalla diocesi di Baltimora, che nel contempo fu elevata ad arcidiocesi metropolitana ed ebbe Boston come suffraganea.
Il 18 giugno 1834 con la bolla pontificia Benedictus Deus papa Gregorio XVI confermò il territorio di giurisdizione dei vescovi di Boston, esteso a tutta la Nuova Inghilterra (New England).
Il 29 novembre 1843 cedette una porzione del suo territorio a vantaggio dell'erezione della diocesi di Hartford (oggi arcidiocesi).
Il 19 luglio 1850 entrò a far parte della provincia ecclesiastica di New York.
Il 29 luglio 1853 cedette altre porzioni del suo territorio a vantaggio dell'erezione delle diocesi di Burlington e di Portland.
Il 14 giugno 1870 e il 16 febbraio 1872 cedette ulteriori porzioni del suo territorio a vantaggio dell'erezione rispettivamente delle diocesi di Springfield e di Providence.
Il 12 febbraio 1875 è stata elevata al rango di arcidiocesi metropolitana in forza del breve Quae Dei Ecclesiae di papa Pio IX.
Il 15 ottobre 1991, con la lettera apostolica Constat Sanctum Patricium, papa Giovanni Paolo II ha confermato San Patrizio patrono dell'arcidiocesi.
Nell'arcidiocesi di Boston è esploso uno dei casi più vasti di pedofilia che ha colpito appartenenti alla Chiesa cattolica. Poiché il sistema giudiziario americano consente alle vittime di rivalersi economicamente sulle diocesi, gran parte delle stesse ha preferito farsi risarcire dalle diocesi anziché far condannare penalmente i responsabili, per cui si è registrato un forte indebitamento dell'arcidiocesi, che ha dovuto vendere numerose proprietà immobiliari per liquidare i rimborsi.

## Cronotassi degli arcivescovi
Si omettono i periodi di sede vacante non superiori ai 2 anni o non storicamente accertati.
- Jean-Louis Anne Madelain Lefebvre de Cheverus † (8 aprile 1808 - 13 gennaio 1823 nominato vescovo di Montauban)
  - Sede vacante (1823-1825)
- Benedict Joseph Fenwick, S.I. † (10 maggio 1825 - 11 agosto 1846 deceduto)
- John Bernard Fitzpatrick † (11 agosto 1846 - 13 febbraio 1866 deceduto)
- John Joseph Williams † (13 febbraio 1866 - 30 agosto 1907 deceduto)
- William Henry O'Connell † (30 agosto 1907 - 22 aprile 1944 deceduto)
- Richard James Cushing † (25 settembre 1944 - 8 settembre 1970 ritirato)
- Humberto Sousa Medeiros † (8 settembre 1970 - 17 settembre 1983 deceduto)
- Bernard Francis Law † (11 gennaio 1984 - 13 dicembre 2002 dimesso)[11]
- Sean Patrick O'Malley, O.F.M.Cap. (1º luglio 2003 - 5 agosto 2024 ritirato)
- Richard Garth Henning, dal 5 agosto 2024

## Statistiche
L'arcidiocesi nel 2022 su una popolazione di 4.420.879 persone contava 1.989.396 battezzati, corrispondenti al 45,0% del totale.
| anno | popolazione | popolazione | popolazione | presbiteri | presbiteri | presbiteri | presbiteri                | diaconi | religiosi | religiosi | parrocchie |
| anno | battezzati  | totale      | %           | numero     | secolari   | regolari   | battezzati per presbitero | diaconi | uomini    | donne     | parrocchie |
| ---- | ----------- | ----------- | ----------- | ---------- | ---------- | ---------- | ------------------------- | ------- | --------- | --------- | ---------- |
| 1950 | 1.302.985   | 2.954.301   | 44,1        | 1.869      | 991        | 878        | 697                       |         | 878       | 4.659     | 364        |
| 1959 | 1.582.577   | 3.035.168   | 52,1        | 2.271      | 1.287      | 984        | 696                       |         | 1.731     | 5.543     | 391        |
| 1966 | 1.815.113   | 3.335,895   | 54,4        | 2.504      | 1.429      | 1.075      | 724                       |         | 1.971     | 6.080     | 411        |
| 1970 | ?           | ?           | ?           | 2.258      | 1.200      | 1.058      | ?                         |         | 1.269     | 5.715     | 401        |
| 1976 | 2.018.034   | 4.313.394   | 46,8        | 2.360      | 1.376      | 984        | 855                       |         | 1.292     | 5.664     | 469        |
| 1980 | 2.017.133   | 5.789.478   | 34,8        | 2.164      | 1.241      | 923        | 932                       | 92      | 1.277     | 4.797     | 407        |
| 1990 | 1.872.435   | 3.742.600   | 50,0        | 1.905      | 986        | 919        | 982                       | 171     | 1.231     | 4.069     | 402        |
| 1999 | 2.042.688   | 3.761.400   | 54,3        | 1.665      | 958        | 707        | 1.226                     | 212     | 110       | 2.646     | 382        |
| 2000 | 2.017.451   | 3.754.200   | 53,7        | 1.508      | 830        | 678        | 1.337                     | 215     | 866       | 2.812     | 373        |
| 2001 | 2.038.032   | 3.857.751   | 52,8        | 1.669      | 827        | 842        | 1.221                     | 184     | 1.002     | 2.877     | 369        |
| 2002 | 2.069.225   | 3.888.944   | 53,2        | 1.678      | 864        | 814        | 1.233                     | 209     | 1.032     | 2.727     | 362        |
| 2003 | 2.083.899   | 3.951.377   | 52,7        | 1.582      | 867        | 715        | 1.317                     | 246     | 929       | 2.841     | 360        |
| 2004 | 2.077.487   | 3.970.026   | 52,3        | 1.526      | 856        | 670        | 1.361                     | 238     | 864       | 2.601     | 357        |
| 2006 | 1.845.758   | 3.974.846   | 46,4        | 1.409      | 822        | 587        | 1.309                     | 234     | 803       | 2.265     | 303        |
| 2012 | 1.921.000   | 4.209.000   | 45,6        | 1.226      | 721        | 505        | 1.566                     | 265     | 693       | 1.760     | 289        |
| 2013 | 1.906.372   | 4.240.000   | 45,0        | 1.102      | 625        | 477        | 1.729                     | 274     | 653       | 1.765     | 288        |
| 2015 | 1.949.219   | 4.147.275   | 47,0        | 1.108      | 685        | 403        | 1.791                     | 280     | 550       | 1.489     | 289        |
| 2018 | 1.946.413   | 4.266.903   | 45,6        | 1.044      | 635        | 409        | 1.864                     | 279     | 553       | 1.374     | 286        |
| 2020 | 1.925.117   | 4.255.803   | 45,2        | 1.087      | 638        | 449        | 1.771                     | 283     | 580       | 1.113     | 282        |
| 2022 | 1.989.396   | 4.420.879   | 45,0        | 952        | 600        | 352        | 2.089                     | 292     | 478       | 995       | 266        |